# Pikonsaari (ö i Norra Savolax, Inre Savolax)
Pikonsaari är en ö i Finland. Den ligger i sjön Niinivesi och i kommunen Vesanto i den ekonomiska regionen  Inre Savolax ekonomiska region  och landskapet Norra Savolax, i den centrala delen av landet, 300 km norr om huvudstaden Helsingfors. Öns area är 1,3 hektar och dess största längd är 310 meter i sydöst-nordvästlig riktning.